# Darren Waller
Darren Charles Waller (geboren am 13. September 1992 in Landover, Maryland) ist ein US-amerikanischer American-Football-Spieler auf der Position des Tight Ends. Er spielte College Football für die Georgia Tech. In der National Football League (NFL) war Waller für die Baltimore Ravens, die Oakland / Las Vegas Raiders und die New York Giants aktiv. Er wurde einmal in den Pro Bowl gewählt. Seit 2025 spielt Waller für die Miami Dolphins.

## College
Waller wurde in Landover, Maryland geboren und wuchs in Kennesaw, Georgia, auf, wo er auf die North Cobb High School ging. Anschließend spielte Waller von 2012 bis 2014 als Wide Receiver Football am College für das Georgia Institute of Technology. In vier Spielzeiten für die Yellow Jackets fing Waller 51 Pässe für 971 Yards Raumgewinn und 9 Touchdowns.

## NFL
Waller wurde im NFL Draft 2015 an 204. Stelle in der 6. Runde von den Baltimore Ravens ausgewählt. In seiner Rookiesaison wurde er wegen einer Oberschenkelverletzung nach sechs Spielen auf die Injured Reserve List gesetzt und verpasste damit den Rest der Saison, zuvor blieb er mit lediglich zwei gefangenen Pässen unauffällig. Vor seiner zweiten NFL-Saison wechselte Waller seine Position von Wide Receiver auf Tight End, nachdem er bereits in seiner College-Zeit häufiger als Blocker eingesetzt worden war. Nach einem positiven Drogentest wurde Waller für die ersten vier Spiele der Saison 2016 gesperrt. Wegen eines weiteren positiven Tests wurde Waller schließlich 2017 für die gesamte Saison suspendiert. Anschließend absolvierte er eine Entzugstherapie und arbeitete in einem Supermarkt.
Im August 2018 kehrte Waller zu den Ravens zurück und stand in ihrem Practice Squad für die Saison 2018, bevor die Oakland Raiders ihn am 27. November 2018 für ihren aktiven Kader unter Vertrag nahmen.
Bei den Raiders schaffte Waller 2019 seinen Durchbruch und fing 90 Pässe für 1145 Yards und drei Touchdowns. Er erhielt eine Vertragsverlängerung um drei Jahre über 27 Millionen US-Dollar.
Zur Saison 2020 zogen die Oakland Raiders nach Las Vegas um. Gegen die New York Jets fing Waller am 13. Spieltag der Saison 13 Pässe für 200 Yards und zwei Touchdowns. Damit wurde Waller zum sechsten Tight End in der NFL, dem ein Spiel mit mindestens 200 Receiving Yards gelang. Insgesamt fing Waller in der Saison 2020 107 Pässe für 1196 Yards. Er wurde in den Pro Bowl gewählt und stellte den Franchise-Rekord der Raiders von Tim Brown für die meisten gefangenen Pässe in einer Saison ein (zuvor 105). In der Saison 2021 verpasste Waller sechs Partien verletzungsbedingt und wegen eines positiven COVID-19-Tests.
Kurz vor Beginn der Saison 2022 einigte Waller sich mit den Raiders auf eine Verlängerung seines Vertrags für 51 Millionen US-Dollar um drei Jahre bis 2026. In der Spielzeit 2022 kam er aufgrund von Verletzungen nur in neun Partien zum Einsatz und verzeichnete 28 gefangene Pässe für 388 Yards und drei Touchdowns.
Im März 2023 gaben die Raiders Waller im Austausch gegen den 100. Pick im Draft 2023 an die New York Giants ab. Er verpasste verletzungsbedingt 2023 fünf Spiele und fing 52 Pässe für 552 Yards und einen Touchdown. Im Juni 2024 gab Waller – nachdem er bereits in den Monaten zuvor über sein Karriereende nachgedacht hatte – seinen Rücktritt vom professionellen Sport bekannt.
Im Juli 2025 gab Waller sein Comeback bekannt und schloss sich den Miami Dolphins an.

### NFL-Statistiken
| Saison                             | Team              | Spiele      | Spiele      | Receiving   | Receiving   | Receiving   | Receiving   | Receiving   | Fumbles     | Fumbles     |
| Saison                             | Team              | GP          | GS          | Rec         | Yds         | Avg         | Lng         | TD          | Fum         | Lost        |
| ---------------------------------- | ----------------- | ----------- | ----------- | ----------- | ----------- | ----------- | ----------- | ----------- | ----------- | ----------- |
| 2015                               | Baltimore Ravens  | 6           | 1           | 2           | 18          | 9,0         | 17          | 0           | 0           | 0           |
| 2016                               | Baltimore Ravens  | 12          | 3           | 10          | 85          | 8,5         | 15          | 2           | 0           | 0           |
| 2017                               | Baltimore Ravens  | suspendiert | suspendiert | suspendiert | suspendiert | suspendiert | suspendiert | suspendiert | suspendiert | suspendiert |
| 2018                               | Oakland Raiders   | 4           | 0           | 6           | 75          | 12,5        | 44          | 0           | 0           | 0           |
| 2019                               | Oakland Raiders   | 16          | 16          | 90          | 1145        | 12,7        | 75          | 3           | 1           | 1           |
| 2020                               | Las Vegas Raiders | 16          | 15          | 107         | 1196        | 11,2        | 38          | 9           | 2           | 2           |
| 2021                               | Las Vegas Raiders | 11          | 11          | 55          | 665         | 12,1        | 33          | 2           | 0           | 0           |
| 2022                               | Las Vegas Raiders | 9           | 6           | 28          | 388         | 13,9        | 34          | 3           | 0           | 0           |
| 2023                               | New York Giants   | 12          | 11          | 52          | 552         | 10,6        | 29          | 1           | 0           | 0           |
| Total                              | Total             | 86          | 63          | 350         | 4124        | 11,8        | 75          | 20          | 3           | 3           |
| Quelle: pro-football-reference.com |                   |             |             |             |             |             |             |             |             |             |

## Persönliches
Darren Waller ist ein Urenkel des Jazzpianisten Fats Waller. Im März 2023 heiratete Waller die Basketballspielerin Kelsey Plum. Im April 2024 reichte das Paar die Scheidung ein.